# Camarón de la Isla
Camarón de la Isla o semplicemente Camarón, pseudonimo di José Monje Cruz (San Fernando, 5 dicembre 1950 – Badalona, 2 luglio 1992), è stato un cantante spagnolo, considerato il più grande cantante flamenco.

## Biografia

### I primi anni
Figlio di Juana Cruz e Juan Luís Monje Núñez, José nasce, sesto di otto fratelli, in una famiglia numerosa. Deve il suo soprannome Camarón (gambero) allo zio José, che così lo ribattezzò per via della magrezza, dei capelli rossi e della pelle bianca. Successivamente, dato che la sua città natale si trova nella Isla de León, meglio conosciuta come la Isla (l'isola), Camarón aggiungerà questo toponimo al soprannome per creare il suo nome d'arte.
Dopo essere stato in collegio dalle Carmelitane, interrompe gli studi per aiutare il padre, appassionato di canto flamenco, nella fucina dove lavorava. La casa dei Monge era allora frequentata da alcuni tra i più grandi cantanti andalusi dell'epoca e lì il piccolo José ha l'opportunità di ascoltare artisti come Manolo Caracol o Antonio Mairena. Quando suo padre, ancora molto giovane, muore a causa dell'asma di cui soffriva, e la famiglia inizia ad avere problemi economici, a solo sette anni Camarón inizia a cantare in varie osterie e nella stazione tranviaria di San Fernando. Nel 1958 inizia ad essere protagonista di alcuni spettacoli pomeridiani nella Venta de Vargas; data l'età non gli è infatti concesso di esibirsi di notte. Proprio qui viene per la prima volta notato da altri grandi cantanti.
Nel 1962, a dodici anni, vince il primo premio al Concorso di Flamenco del Festival di Montilla (Cordova). La sua notorietà inizia così a crescere ed inizia allora a cercare di diventare un cantante di professione, assieme al suo grande amico di allora Rancapino, anch'egli cantante, con il quale si fa notare nelle feste popolari più importanti dell'Andalusia. 
Da questo momento comincia a cantare con Dolores Vargas e la Singla, andando varie volte in tour per l'Europa e l'America e facendo entrare nella compagnia musicale Juanito Valderrama. Lavora con diversi musicisti (chitarristi) tra cui Tomatito, Paco de Lucia, Vicente Amigo, Fernando Ricas e Paco Cepero. Nel 1966 vince il primo premio al Festival del Cante Jondo di Mairena del Alcor e successivamente si trasferisce a Madrid con Miguel de los Santos.

### Il successo
Nel 1968 Camarón entra a far parte in pianta stabile dello spettacolo del locale di flamenco Torres Bermejas di Madrid, nel quale rimase dodici anni, accompagnato dalla chitarra di Paco Cepero. Ogni giorno il suo nome diviene più popolare ed è così che partecipa alla pellicola Casa Flora, interpretata anche da Lola Flores. Al Torres Bermejas fa la conoscenza del chitarrista Paco de Lucía, con il quale registrò nove dischi tra il 1969 e il 1977, diretti dal padre di Paco, Antonio Sánchez Pecino, e coadiuvati dal fratello Ramón de Algeciras. In questi anni avviene la maturazione, passando da uno stile ortodosso ad uno più personale. Il loro primo disco, chiamato El Camarón de la Isla con la colaboración especial de Paco de Lucía, inizia una rivoluzione e il tango Detrás del tuyo se va fu solo il primo dei successi del duo.
Sánchez Pecino mantenne il titolo di questo primo lavoro anche nei dischi successivi per preservare la carriera solista del figlio; questi album furono poi ribattezzati con il titolo del primo brano che li componeva.
Nel 1976 Camarón sposa Dolores Montoya, La Chispa (la "scintilla"), nella città La Línea de la Concepción, accompagnato da suo fratello Manuel e dalla ballerina Manuela Carrasco. I due ebbero quattro figli. 
Nel 1979, con il solo nome di Camarón pubblica La leyenda del tiempo, un'autentica rivoluzione nel mondo del flamenco, inserendo sonorità proprie del jazz e del rock. Vi si trovano brani creati adattando  poesie di Federico García Lorca e musica di Alameda. Da questo momento iniziò la sua collaborazione con il chitarrista Tomatito e si interruppe quella con Paco de Lucía.

### Gli ultimi anni
Nel 1986 fu condannato ad un anno di reclusione per un incidente automobilistico in cui erano morte due persone. Non scontò la pena perché incensurato.
Nel maggio 1987 si esibì per tre giorni consecutivi nel Cirque d'Hiver di Parigi in uno dei suoi più grandi successi.
Nel 1989 registrò Soy gitano, il disco più venduto nella storia del flamenco, al quale collaborò il chitarrista Vicente Amigo. Nel 1992 Camarón incise il suo ultimo lavoro, Potro de rabia y miel, accompagnato dalle chitarre di Paco de Lucía e Tomatito. Le registrazioni furono interrotte per il peggioramento delle condizioni di salute.
Il cancro ai polmoni dovuto al tabagismo lo uccise un mese dopo ed anche un viaggio della speranza compiuto negli Stati Uniti fu inutile.
Avvolto in una bandiera gitana, fu sepolto nella sua città natale San Fernando.
Nel 2005 la sua vita è stata narrata dal regista Jaime Chávarri nel film Camarón, interpretato da Óscar Jaenada e da Verónica Sánchez.

## Premi
- 1973 Primo premio al concorso "Cante Jondo" Antonio Mairena
- 1975 Premio Nazionale di Canto della Cattedra di Flamencologia e Studi Folkloristici Andalusi di Jerez
- 1985 Trofeo Lucas López de la Peña Flamenca El Taranto di Almería
- 1992 Figlio prediletto di San Fernando
- 2000 IV Chiave d'Oro del Canto Flamenco

Altri riconoscimenti ottenuti da Camarón includono: Medaglia al Merito Artistico del Municipio di Madrid, Medaglia d'Oro della Giunta dell'Andalusia, Medaglia d'Oro delle Belle Arti, Figlio Adottivio della città La Línea de La Concepción.

## Discografia
- 1969 - Al verte las flores lloran
- 1970 - Cada vez que nos miramos
- 1971 - Son tus ojos dos estrellas
- 1972 - Canastera
- 1973 - Caminito de Totana
- 1974 - Soy caminante
- 1975 - Arte y Majestad
- 1976 - Rosa María
- 1977 - Castillo de arena
- 1979 - La leyenda del tiempo
- 1981 - Como el agua
- 1983 - Calle Real
- 1984 - Viviré
- 1986 - Te lo dice Camarón
- 1987 - Flamenco vivo
- 1989 - Soy gitano
- 1990 - Autorretrato
- 1992 - Potro de rabia y miel
- 1992 - Una leyenda flamenca
- 1994 - Camarón nuestro
- 1996 - Antología
- 1999 - París 1987
- 2000 - Antología Inédita
- 2006 - Venta de Vargas
- 2008 - Reencuentro